# Tribolia
Tribolia is een geslacht van kevers uit de familie bladkevers (Chrysomelidae).
De wetenschappelijke naam van het geslacht werd in 1933 gepubliceerd door Chen.

## Soorten
- Tribolia obscura Medvedev, 1996
- Tribolia philippina Medvedev, 1993